# Jacobus Cornelis van Apeldoorn
Jacobus Cornelis van Apeldoorn (Deventer, 23 februari 1856 – Amsterdam, 1 mei 1932) was een Nederlands organist, cellist en muziekonderwijzer.
Hij is afkomstig uit het bakkersgezin van Jacob van Apeldoorn en Jenneken Johanna van den Sigtenhorst. Hijzelf was getrouwd met Wobina Josina Magdalena Elfrink. Zijn zoon Gerard Wilhelm van Apeldoorn werd kunstschilder en commies, zoon Jacobus Cornelis junior werd militair.
Senior werd op tweeëntwintigjarige leeftijd benoemd tot organist van de Evangelische Lutherse kerk aan de Spinhuissteeg in Deventer en een jaar later was hij organist te Zwolle (Waalse kerk). Hij ging in 1880 aan de slag als organist van de Bethlehemkerk en vanaf 1890 was de Grote of Sint-Michaëlskerk zijn domein. Hij was daar opvolger van Albert Hempenius. Naast zijn vaste plaats in genoemde kerken gaf hij orgelconcerten in de omgeving van Zwolle zoals in 1893 in Kampen. Hem werd tevens gevraagd om andere net gebouwde orgels in te wijden. In 1904 werd zijn 25-jarig jubileum gevoerd, in 1913 werd hem ontslag verleend.
Hij gaf tevens muzieklessen vanuit zijn huisadres, hij onderwees daarbij cello en piano. Van zijn hand verscheen tevens het boekwerk Het orgel in de Groote of St. Michielskerk te Zwolle.
- International Standard Name Identifier: 0000 0003 9647 8246
- Nederlandse Thesaurus van Auteursnamen: 154958247
- Virtual International Authority File: 291411929
- WorldCat: E39PBJtcFJqWhryqJ4yXhp9qwC